# Wochenaufenthalter
Der Wochenaufenthalter ist ein schweizerischer Rechtsbegriff, der eine Person beschreibt, die «unter der Woche» in der Nähe ihres Arbeitsortes oder ihrer Lehranstalt wohnt, den Lebensmittelpunkt aber an einem anderen Ort hat, dem amtlichen Wohnsitz, wo auch der Heimatschein bei der Einwohnerkontrolle hinterlegt ist.

## Definition
Da es in der Schweiz nicht möglich ist, mehrere Wohnsitze zu führen, ist die Möglichkeit des Wochenaufenthaltes vorgesehen. Die Verordnung über Zulassung, Aufenthalt und Erwerbstätigkeit definiert, dass Personen, die ohne Verlegung des Mittelpunktes der Lebensverhältnisse während der Woche an einem anderen Ort eine Erwerbstätigkeit ausüben oder eine Aus- oder Weiterbildung absolvieren, sich am Ort des Wochenaufenthalts innerhalb von 14 Tagen anzumelden haben, wenn der Wochenaufenthalt länger als drei Monate im Kalenderjahr dauert. In anderen Rechtserlassen wird zudem noch definiert, wie oft – zum Beispiel zweimal im Monat – ein Wochenaufenthalter an seinen eigentlichen Wohnort zurückkehren muss, um als solcher anerkannt zu werden.

## Auswirkung
Der Wochenaufenthalter nimmt seine politischen Rechte, wie zum Beispiel das Wahl- und Stimmrecht, am Wohnsitz und nicht am Ort des Wochenaufenthaltes wahr. Auch die Besteuerung wird von der Wohnsitzgemeinde vorgenommen. Dies kann auf Grund der sehr unterschiedlichen lokalen Steuersätze neben der Verbundenheit zum Wohnort ein wichtiger Antrieb sein, dass eine Person den Status des Wochenaufenthalters anstrebt. Zudem können die Mehrkosten für den Wochenaufenthalt als berufsbedingte Abzüge geltend gemacht werden.
Wochenaufenthalter werden in den offiziellen Statistiken dem Einwohnerbestand der Wohnsitzgemeinde und nicht dem Ort, wo sie sich die meiste Zeit aufhalten und somit die Infrastruktur nutzen, zugeschlagen. Insbesondere bei Zentrumsgemeinden wie der Stadt Zürich führt dies zu einem Unterschied von um die 20'000 Personen (433'989 Einwohnern (Stand 31. Dezember 2023), Wohnbevölkerung unter anderem mit Wochenaufenthaltern 429'407 Personen per Oktober 2018) 

## Varia
In Deutschland wird der Begriff Wochenendheimfahrer verwendet.